# Jean-François Therrien
 (novembre 2023).
Si vous disposez d'ouvrages ou d'articles de référence ou si vous connaissez des sites web de qualité traitant du thème abordé ici, merci de compléter l'article en donnant les références utiles à sa vérifiabilité et en les liant à la section « Notes et références ».
Pour les articles homonymes, voir Therrien.
Jean-François Therrien, né le 27 septembre 1969 à Québec, est un homme politique québécois.
Il est député de Terrebonne à l'Assemblée nationale du Québec de 2007 à 2008 sous la bannière de l'Action démocratique du Québec. Durant son mandat comme député, il est porte-parole de l'opposition officielle en matière de travail.

## Biographie
Therrien obtient un baccalauréat en droit de l'Université Laval à Québec en 1998. En 2005, il complète un programme court de 2e cycle en gestion des ressources humaines de l'École nationale d'administration publique, une filière de réseau de l'Université du Québec. Finalement, en 2006, il fait une demande pour transférer les crédits du programme court vers le cursus de maîtrise en administration publique à cette même institution et il commence des études de maîtrise.
En 2007, il est élu député de Terrebonne pour l'Action démocratique du Québec (ADQ). Il est battu l'année suivante par le candidat péquiste Mathieu Traversy.
Il intègre le ministère de la Santé en 2011 et complète un certificat universitaire en gouvernance de sociétés en 2014.
En février 2018, le bureau d'enquête du Journal de Montréal révèle que depuis sa nomination comme directeur de l’inspection du tabac, plus de la moitié des employés ont eu des congés maladies ou ont démissionné, en lien avec l'ambiance de travail. Accusé de harcèlement psychologique par plusieurs employés, il quitte son poste en juin 2024, tout en restant fonctionnaire du ministère de la Santé.